# Leatherman
A Leatherman é uma marca americana de multiferramentas e facas e canivetes fabricadas pelo Leatherman Tool Group de Portland, Oregon. A empresa foi fundada em julho de 1983 por Timothy S. Leatherman e Steve Berliner com o objetivo de comercializar sua ideia de uma ferramenta manual capaz, facilmente portátil e com múltiplas funções. Naquele mesmo ano, Leatherman vendeu a primeira ferramenta multifuncional, que foi chamada de PST ("Pocket Survival Tool").

## Histórico
Timothy S. Leatherman, graduado em engenharia mecânica em 1970 pela Oregon State University, e seu parceiro de negócios, Steve Berliner, formaram o Leatherman Tool Group em 1983.
Leatherman foi inspirado a projetar um "canivete de escoteiro com um alicate" enquanto ele e sua esposa viajavam pela Europa e pelo Oriente Médio em 1975, muitas vezes tentando usar um canivete simples para consertar o carro que sempre funcionava mal e o encanamento do hotel com vazamento. Ele passou vários anos aperfeiçoando o protótipo "Mr. Crunch" e recebeu sua primeira patente nos Estados Unidos (4.238.862) em 1980. Após um refinamento adicional, o primeiro produto da Leatherman foi introduzido em 1983 como Pocket Survival Tool (PST) e inicialmente vendido através dos catálogos de mala direta da Early Winters e da Cabela.
A Leatherman vendeu cerca de 30.000 ferramentas em 1984, estimulando o desenvolvimento de produtos adicionais e rápido crescimento tanto na empresa quanto na capacidade de produção. No final de 2001, a empresa tinha vendas de US$ 100 milhões anuais e vendeu mais de 20 milhões de ferramentas.
As facas dobráveis foram introduzidas na linha de produtos Leatherman em 2005. Em 2007, a empresa abriu sua primeira loja de varejo, localizada em sua fábrica, que desde então se mudou para uma loja de varejo no shopping Cascade Station perto da fábrica e da Cascades MAX Station no nordeste de Portland. No mesmo ano, Tim Leatherman foi introduzido na revista Cutlery Hall of Fame da revista Blade em reconhecimento ao impacto de seu design na história da cutelaria.
Em 2011, o Leatherman Tool Group adquiriu o fabricante alemão de lanternas Ledlenser. As marcas e empresas foram administradas separadamente, sob o guarda-chuva Leatherman Tool Group, Inc. O Leatherman Tool Group também fabrica uma linha de multi-ferramentas projetadas especificamente para militares e policiais, bem como acessórios para transportar e expandir a função de suas ferramentas. Em fevereiro de 2011, a Leatherman produziu 50 produtos vendidos em 82 países, com participação de mercado dos EUA estimada em 55 por cento.
A Leatherman tem um acordo de patrocínio com o time da Major League Soccer Portland Timbers. Especificamente, a empresa é a patrocinadora da camisa do mascote do time, "Timber Joey".

## Produtos
| Nome                    | Tipo                    | Lançamento | Retirada | # Ferramentas |
| ----------------------- | ----------------------- | ---------- | -------- | ------------- |
| PST                     | Full-sized              | 1983       | 2004     | 14            |
| PST II                  | Full-sized              | 1996       | 2004     | 15            |
| Wave – Original         | Full-sized              | 1998       | 2004     | 16            |
| Wave – New              | Full-sized              | 2004       | 2018     | 17            |
| Wave+                   | Full-sized              | 2018       | —        | 18            |
| Wave – Damascus Ltd Ed  | Full-sized              | 2009       | 2009     | 17            |
| Sideclip                | Full-sized              | 1998       | 2004     | 12            |
| Crunch                  | Heavy-Duty              | 1999       | —        | 15            |
| Flair                   | Full-sized              | 1999       | 2004     | 16            |
| Pulse                   | Full-sized              | 2000       | 2004     | 15            |
| Blast                   | Full-sized              | 2004       | 2012     | 16            |
| Surge – Original        | Heavy-Duty              | 2005       | 2013     | 21            |
| Surge – New             | Heavy-Duty              | 2013       | —        | 21            |
| Core                    | Full-sized              | 2005       | 2009     | 19            |
| Kick                    | Full-sized              | 2004       | 2012     | 10            |
| Fuse                    | Full-sized              | 2004       | 2012     | 13            |
| Charge Ti               | Full-sized              | 2004       | 2008     | 17            |
| Charge XTi              | Full-sized              | 2004       | 2008     | 16            |
| Charge AL               | Full-sized              | 2007       | 2018     | 17            |
| Charge ALX              | Full-sized              | 2007       | 2018     | 18            |
| Charge TTi              | Full-sized              | 2007       | 2018     | 19            |
| Charge+                 | Full-sized              | 2018       | —        | 19            |
| Charge+ TTi             | Full-sized              | 2018       | —        | 19            |
| Free K2                 | Pocketknife             | TBA        | —        | 8             |
| Free K2X                | Pocketknife             | TBA        | —        | 8             |
| Free K4                 | Pocketknife             | TBA        | —        | 9             |
| Free K4X                | Pocketknife             | TBA        | —        | 9             |
| Free T2                 | Pocket                  | 2019       | —        | 8             |
| Free T4                 | Pocket                  | 2019       | —        | 12            |
| Free P2                 | Full-sized              | 2019       | —        | 19            |
| Free P4                 | Full-sized              | 2019       | —        | 21            |
| Super Tool              | Heavy-Duty              | 1994       | 2001     | 18            |
| Super Tool 200          | Heavy-Duty              | 2001       | 2005     | 18            |
| Super Tool 300          | Heavy-Duty              | 2009       | —        | 19            |
| Super Tool 300 EOD      | Full-sized              | 2010       | —        | 19            |
| Skeletool               | Pocket                  | 2007       | —        | 7             |
| Skeletool CX            | Pocket                  | 2007       | —        | 7             |
| Skeletool KB            | Pocketknife             | 2017       | —        | 2             |
| Skeletool KBx           | Pocketknife             | 2017       | —        | 2             |
| Skeletool SX            | Pocket                  | 2013       | —        | 7             |
| Skeletool RX            | Pocket                  | 2016       | —        | 7             |
| Wingman                 | Full-sized              | 2011       | —        | 14            |
| Sidekick                | Full-sized              | 2011       | —        | 14            |
| MUT                     | Heavy Duty / Firearms   | 2010       | —        | 16            |
| MUT EOD                 | Heavy Duty / Firearms   | 2010       | —        | 15            |
| Mini Tool               | Pocket                  | 1986       | 2004     | 10            |
| Freestyle               | Pocket                  | 2009       | —        | 5             |
| Freestyle CX            | Pocket                  | 2009       | 2012     | 5             |
| Juice KF4               | Pocket                  | 2001       | 2005     | 16            |
| Juice C2                | Pocket                  | 2001       | —        | 12            |
| Juice S2                | Pocket                  | 2001       | —        | 12            |
| Juice CS4               | Pocket                  | 2001       | —        | 15            |
| Juice XE6               | Pocket                  | 2001       | 2006     | 18            |
| Juice Pro Ltd Ed Costco | Pocket                  | 2002       | 2003     | 23            |
| Juice SC2               | Pocket                  | 2003       | 2005     | 12            |
| Juice SX – New          | Pocket                  | 2014       | —        | 11            |
| Juice SX – Original     | Pocket                  | 2013       | 2014     | 11            |
| Micra                   | Keychain                | 1996       | —        | 10            |
| Squirt P4               | Keychain                | 2002       | 2010     | 10            |
| Squirt S4               | Keychain                | 2002       | 2010     | 10            |
| Squirt E4               | Keychain                | 2003       | 2010     | 10            |
| Squirt ES4              | Keychain                | 2010       | —        | 9             |
| Squirt PS4              | Keychain                | 2010       | —        | 9             |
| Style                   | Keychain                | 2010       | —        | 5             |
| Style CS                | Keychain                | 2010       | —        | 6             |
| Style PS                | Keychain                | 2012       | —        | 8             |
| Rebar                   | Full-sized              | 2012       | —        | 17            |
| OHT                     | Heavy-Duty              | 2012       | —        | 16            |
| Raptor                  | EMS Duty                | 2013       | —        | 6             |
| Leap                    | Pocket / *Safety Recall | 2014       | 2014     | 13            |
| Rev                     | Full-sized              | 2015       | —        | 14            |
| Tread                   | Wearable                | 2015       | —        | 29            |
| Tread QM1               | Wearable                | TBD        | —        | —             |
| Signal                  | Heavy-Duty / Camping    | 2015       | —        | 19            |
| Z-Rex                   | Full-sized              | Unknown    | Unknown  | 4             |
| Genus                   | Unknown                 | Unknown    | Unknown  | 9             |
| Vista                   | Unknown                 | 2006       | 2009     | 9             |
| Hybrid                  | Unknown                 | 2006       | 2009     | 11            |
| Bond                    | Full-sized              | 2021       | —        | 14            |